# Era mi vida él
Era mi vida él es una canción compuesta por José Luis Perales para el álbum homónimo de Isabel Pantoja en 1985.

## Descripción
La canción sigue la tónica del resto de temas que integran el álbum, es decir una suerte de tributo de la intérprete a Francisco Rivera Paquirri, su marido, fallecido un año antes como consecuencia de una cornada en una corrida de toros en la población cordobesa de Pozoblanco. En este tema de manera más acusada que en el resto, se enaltece un amor que ya se fue, se llora la ausencia del amado y se lamenta la vacuidad del futuro (no me queda nada por vivir).